# Konventionen om främjande av sysselsättning och skydd vid arbetslöshet
Konventionen om främjande av sysselsättning och skydd vid arbetslöshet (ILO:s konvention nr 168 om främjande av sysselsättning och skydd vid arbetslöshet, Employment Promotion and Protection against Unemployment Convention) är en konvention som antogs av Internationella arbetsorganisationen (ILO) den 21 juni 1988. Den består av 39 artiklar som syftar till att främja sysselsättning och tillförsäkra arbetslösa ersättning. I juli 2014 hade 8 länder ratificerat konventionen.